# Ореховка (Ставропольский край)
Оре́ховка — село в Петровском районе (городском округе) Ставропольского края Российской Федерации.

## Этимология
Название населённого пункта связано с зарослями орешника, находившегося в близлежащем лесу. В источниках встречаются варианты наименования Ореховка (Ореховское), Ореховское, Ареховка, Ареховское.

## Географическое положение
Село расположено при впадении рек Ореховки и Кизиловки в Малую Буйволу, на высоте 312 м над уровнем моря. По описаниям конца XIX века, с двух сторон село было окружено лесами. В местности преобладали восточные и западные ветры. Почва — песчано-глинистая, местами — каменисто-песчаная и песчано-чернозёмная. Кроме реки, в самом селе и в округе имеется множество водных источников.
Расстояние до краевого центра: 76 км. Расстояние до районного центра: 33 км.

## История
XVIII век
Земля, на которой стояла Ореховка, была пожалована Потёмкиным генералу Хоменцову за его военные заслуги в Кавказской войне.
Село основано в 1790 году (по другим данным — 1798 году) переселенцами из Воронежской, Орловской, Харьковской и Тамбовской губерний, причём великороссов и малороссов было поровну.
XIX век
В 1818 году земля, на которой располагалось село, была обмежёвана. В 1837 году селянами построена каменная церковь в честь Воздвижения Креста Господня. Постройка церкви обошлась в 60000 руб. Приход владел 66 десятинами земли. Большая часть населения исповедовала православие, однако несколько человек принадлежали к сектам хлыстов и поповцев.
Основу хозяйства в Ореховском составляло земледелие и скотоводство.
Во время Кавказской войны село несколько раз подвергалось нападению отрядов кавказцев.
В 1886 году открыта школа грамоты.
От холерного мора 1892 года скончалось 52 жителя (21 женщина и 31 мужчина). На тот момент село состояло из 468 дворов с 505 домами.
В середине 1890-х годов в селе уже имелась школа грамоты, содержавшаяся на средства прихода. Работал фельдшер, почта и телеграф. В селе имелось два каменных моста через Буйволу. Постоялых дворов в Ореховке не было.
XX век
В 1902 году в селе проживало 3462 человека; количество надельной земли составляло 10 460 десятин (из них под посевами — 3020 десятин); количество голов крупного рогатого скота — 2893, овец — 2700:15.
В январе 1918 года в Ореховке была установлена советская власть. В 1924 году в селе образованы коммуна им. Крупской и сельскохозяйственное товарищество «Новый Труд». В том же году создана артель им. Ленина — первая артель по совместной обработке земли (к 1929 году их число увеличилось до 15). В 1926 году в Ореховке появился первый трактор.
В 1941—1945 годах жители села сражались на фронтах Великой Отечественной войны. Среди них — герои Советского Союза Б. И. Кобяков и И. С. Мазницын (его имя присвоено средней общеобразовательной школе села); З. М. Шепелев, Н. М. Попов и другие уроженцы Ореховки.
В 1950 году в Ореховке создан колхоз «Знамя Ленина», организованный из объединившихся колхозов им. Ворошилова, им. Свердлова и им. Димитрова. По состоянию на начало 1988 года село располагалось на землях колхоза «Правда» — одного из крупнейших предприятий Петровского района.
До 1 мая 2017 года село входило в упразднённый Высоцкий сельсовет.

## Население
| 1802  | 1819  | 1897  | 1902  | 1903  | 1908  | 1925  |
| ----- | ----- | ----- | ----- | ----- | ----- | ----- |
| 485   | ↗1026 | ↗3068 | ↗3462 | ↘3387 | ↗4343 | ↘4213 |
| 1926  | 1989  | 2002  | 2010  | 2014  | 2023  |       |
| ↗4278 | ↘1839 | ↗2056 | ↘1708 | ↘1600 | ↘1319 |       |

По данным переписи 2002 года в национальной структуре населения преобладают русские (96 %).

## Инфраструктура
- Дом культуры[32]. Открыт 17 октября 1965 года как сельский клуб[33]
- Общественное открытое кладбище площадью 41 150 м² (ул. Октябрьская, 83б)[34]

## Образование
- Детский сад комбинированного вида № 16 «Берёзка»[35]
- Средняя общеобразовательная школа № 13[36]

## Достопримечательности
- Здание, где была провозглашена советская власть на селе[37]
- Дом, в котором родился и жил герой Советского Союза И. С. Мазницын[38]
- Братская могила красных партизан, погибших в годы гражданской войны. 1918—1920, 1922 года[39]
- В окрестностях села находится памятник времён Великой Отечественной войны
- Так называемые писанные камни. Надписи на камнях оставлены пленными поляками, после очередного восстания которых перевозили на театр Кавказской войны. Надпись гласит: «Для Отчизны милой — смерть, раны и кандалы»[6]

## Археология
В 1985 году в раскопках в 4 км от села на плато у курганной группы были найдены бронзовый шлем (II-I вв. до н.э.), останки молодой женщины и её нерожденного ребенка (феномен "роды в гробу"), сероглиняный лепной горшок, гончарные миски и железный нож.

## Люди, связанные с селом
- Афанасьев Сергей Васильевич - тракторист, Герой труда Ставрополья (2019)[40]